# الأمازونيات (مسلسل 2016)
الأمازونيات (بالإسبانية: Las amazonas) مسلسل دراما وجريمة مكسيكي. مبني على قصة المسلسل الفنزويلي من عام 1985 بنفس العنوان من إعداد سيزار ميغيل روندون، عرض على قناة النجوم «إحدى قنوات تيلفيزا» في 16 مايو، 2016.

## الممثلين والشخصيات

### شخصيات رئيسية
- فيكتوريا روفو بدور إينيس هويرتا
- دانا غارسيا بدور ديانا سانتوس
- سيزار إيفورا بدور فيكتوريانو سانتوس
- غريتيل فالديز بدور كاساندرا سانتوس
- ماريلوز بيرموديز بدور كونستانزا سانتوس
- غييرمو غارسيا كانتو بدور لوريتو غوزمان فالديز
- أندريس بالاسيوس بدور أليخاندرو سان رومان

## وصلات خارجية
- الأمازونيات على موقع IMDb (الإنجليزية)
- الأمازونيات على موقع كينوبويسك (الروسية)
- الأمازونيات على موقع قاعدة بيانات الفيلم (الإنجليزية)